# Cryphia aurolichenea
Cryphia aurolichenea là một loài bướm đêm trong họ Noctuidae.